# Nana (Mythologie)
Nana (altgriechisch Νάνα Nána) ist in der griechischen Mythologie die Tochter des Flussgottes Sangarios und die Mutter von Attis, dem Sohn des Agdistis.
Nana wurde schwanger, als sie von einem Mandelbaum aß, welcher aus dem Blut des zweigeschlechtlichen Wesens Agdistis nach dessen Entmannung schnell hochgewachsen war. Ob dieses „schändlichen“ Geschehens wurde Nana von ihrem Vater eingesperrt, damit sie verhungere, wurde jedoch von der Großen Mutter, einem anderen Namen für Kybele – und dies manchmal auch der Name von Agdistis nach dessen/deren Entmannung – mit Früchten und Götterspeise am Leben gehalten, so dass sie Attis auf die Welt bringen konnte, der nach seiner Geburt ausgesetzt und von einem Ziegenbock großgezogen wurde.
Nana ist laut Karl Kerényi auch ein anderer Name für die Große Mutter Kybele, womit sie sich selbst befruchtet, das Leben letztlich aus ihr selbst entsteht.
Die Erzählung von Nana weist somit auch gewisse Ähnlichkeiten mit jener von Danaë mit ihrer Gefangenschaft und Befruchtung durch Zeus auf.